# Christuskirche (Nový Bor)

Christuskirche Haida

Die Christuskirche war die evangelisch-lutherische Gemeindekirche von Nový Bor (deutsch Haida), einer Stadt des Okres Česká Lípa in der Region Liberec im Norden der Tschechischen Republik. Das Bauwerk wurde 1983 nach Brandstiftung niedergelegt.

## Geschichte
Die evangelische Gemeinde in Haida wurde am 8. Dezember 1873 als Filialkirche der Evangelischen Kirche in Haber gegründet. Am 14. April 1909 erfolgte die Grundsteinlegung  für den Kirchenbau nach Plänen des örtlichen Stadtbauinspektors Maximilian Dittrich, die Einweihung fand am 8. September 1902 statt, anschließend wurde sie 1906 zur Pfarrkirche erhoben.
Mit der Vertreibung der Deutschen aus der Tschechoslowakei wurde die Kirche 1945 der  Evangelischen Kirche der Böhmischen Brüder, 1958 schließlich der Tschechoslowakischen Hussitischen Kirche  überlassen. 1974 fanden Erneuerungsarbeiten an der Kirche statt, die „kulturellen und pädagogischen Zwecken“ dienen sollte. Ein umfassender Wiederaufbau der Kirche war für den Zeitraum 1982 bis 1988 geplant, doch kam es am 20. Februar 1982 zu einer weitgehenden Zerstörung infolge von Brandstiftung, wobei die Dächer und die Ausstattung vernichtet wurden. 1983 erfolgte der Abbruch der Kirchenruine, an deren Stelle eine Wohnanlage errichtet wurde.

## Architektur
Die Christuskirche war über kreuzförmigem Grundriss mit im Winkel eingestelltem Kirchturm und rechteckigem Altarhaus in neugotischen Bauformen errichtet. Die figürlichen Glasmalereien der Fenster stammten aus der Werkstatt des lokalen Glasmalers Emil Meiszel nach einem Entwurf von Bernhard Brockhorst aus Berlin.